# مجموعه فرهنگ انتقاد

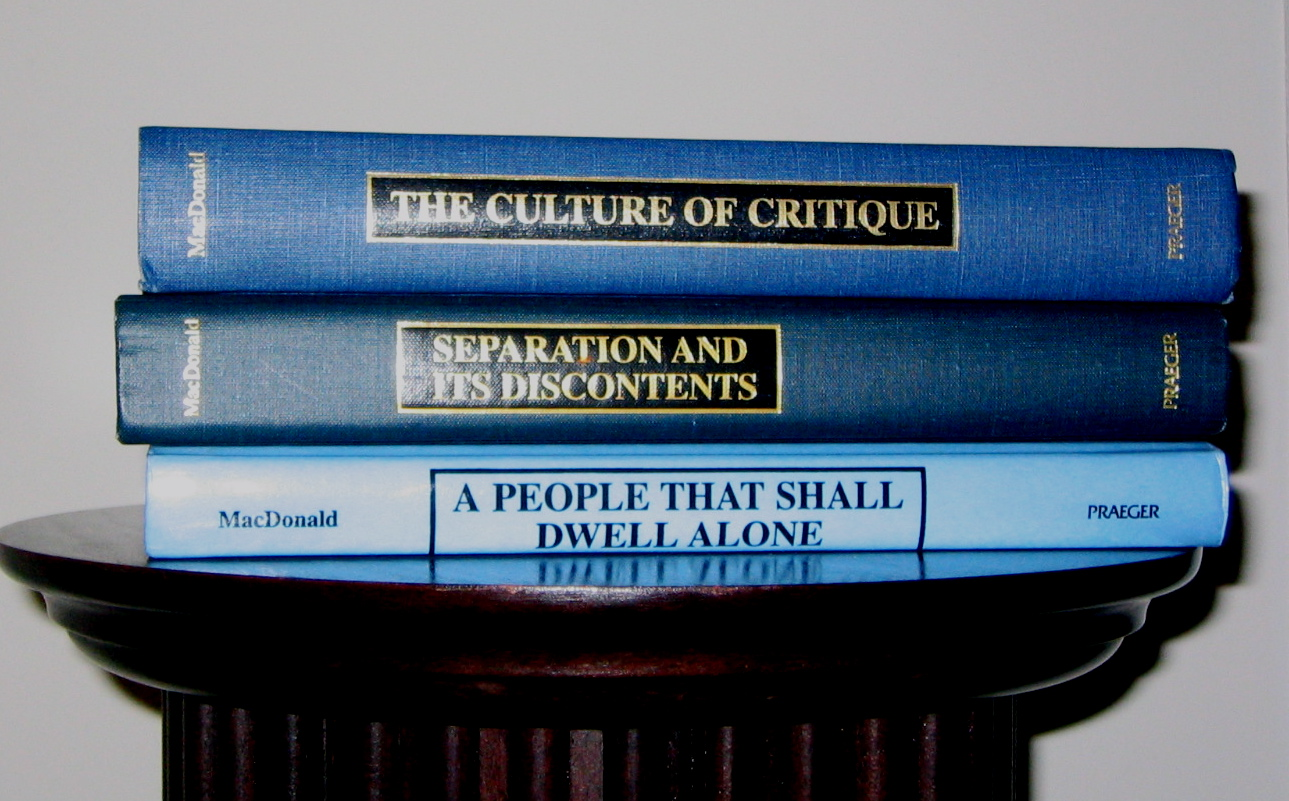
فرهنگ انتقاد

مجموعه فرهنگ انتقاد (انگلیسی: The Culture of Critique series) مجموعه کتاب‌هاییست از کوین مک‌دانلد دربارهٔ انگیزه‌های رفتار و فرهنگ یهود، منشأهای یهودستیزی و اتهام کنترل یهود بر سیاست حکومت‌ها و جنبش‌های سیاسی.

## مجموعه
سه کتاب نخست به عنوان «سه‌گانه» مک‌دانلد شناخته می‌شوند. او در این سه‌گانه یهودیت را یک «استراتژی گروهی تکاملی» برای ارتقای قابلیت یهودیان برای جلو زدن از غیر یهودیان در رقابت برای منابع توصیف می‌کند. او معتقد است که یهودیت در یهودیان یک رشته خصایص ژنتیکی مشخص ایجاد می‌کند؛ نظیر هوش لفظی بالاتر از معمول؛ و گرایش شدید به رفتار دسته جمعی. لحن مک‌دانلد همچنین از کتاب اول به سوم منفی می‌شود و خود او آن را ناشی از مطالعه و آموختن بیشتر در گذر زمان می‌داند که منجر به «تغییر زیاد» در لحن وی شده‌است. سه گانهٔ مکدانلد به خاطر «پتانسیل آن برای جعل کردن یک نقد ضد یهودی استاندارد شده برای راست افراطی» شایان توجه دانسته شده‌است.